# Hockey Milano Rossoblu 2010-2011
Questa pagina contiene i dati relativi alla stagione hockeystica 2010-2011 della società di hockey su ghiaccio Hockey Milano Rossoblu.

## Roster
Portieri
| Foto | Numero | Nome e Cognome    | Data di Nascita | Nazionalità | Altezza | Peso |
| ---- | ------ | ----------------- | --------------- | ----------- | ------- | ---- |
|      | 35     | Paolo Della Bella | 12/09/1977      | ITA         | 178     | 90   |
|      | 17     | Mattia Mai        | 31/01/1989      | ITA         | 178     | 61   |
|      | 29     | Federico Tesini   | 19/11/1992      | ITA         | 182     | 76   |

Difensori
| Foto | Numero | Nome e Cognome   | Data di Nascita | Nazionalità | Altezza | Peso |
| ---- | ------ | ---------------- | --------------- | ----------- | ------- | ---- |
|      | 3      | Peter Stimpfl    | 08/09/1989      | ITA         | 180     | 89   |
|      | 5      | Alessandro Re    | 20/07/1986      | ITA         | 186     | 88   |
|      | 6      | Martin Ondrej    | 16/11/1983      | SVK         | 185     | 94   |
|      | 22     | Marco Raymo      | 25/04/1986      | ITA         | 180     | 80   |
|      | 31     | Giovanni Boldo   | 17/05/1987      | ITA         | 183     | 84   |
|      | 42     | Perry Johnson    | 23/03/1977      | CAN         | 181     | 78   |
|      | 46     | Niccolò Latin    | 28/03/1992      | ITA         | 187     | 102  |
|      | 89     | Francesco Borghi | 12/06/1991      | ITA         | 180     | 83   |

Attaccanti
| Foto | Numero | Nome e Cognome     | Data di Nascita | Nazionalità | Altezza | Peso |
| ---- | ------ | ------------------ | --------------- | ----------- | ------- | ---- |
|      | 14     | Andrea Delfino     | 04/05/1990      | ITA         | 173     | 74   |
|      | 15     | Edoardo Caletti    | 16/07/1986      | ITA         | 183     | 80   |
|      | 16     | Daniel Peruzzo     | 09/02/1985      | ITA         | 178     | 78   |
|      | 18     | Manuel Lo Presti   | 24/05/1987      | ITA         | 180     | 80   |
|      | 24     | Mirko Migliavacca  | 15/09/1992      | ITA         | 167     | 65   |
|      | 27     | Michael Mazzacane  | 07/04/1988      | ITA         | 172     | 76   |
|      | 34     | Gianluca Tomasello | 24/08/1978      | ITA         | 174     | 74   |
|      | 51     | Matt Dias          | 29/04/1988      | CAN         | 180     | 88   |
|      | 64     | Niccolò Lo Russo   | 26/11/1991      | ITA         | 185     | 72   |
|      | 69     | Gianluca Misani    | 28/01/1992      | ITA         | 175     | 70   |
|      | 91     | Tommaso Migliore   | 02/12/1988      | ITA         | 184     | 84   |
|      | 92     | Peter Wunderer     | 21/02/1990      | ITA         | 172     | 84   |